# Battaglie di La Naval de Manila
Le battaglie di La Naval de Manila furono una serie di scontri che vennero combattuti nelle acque delle Indie orientali spagnole nel 1646, tra le forze dell'Impero spagnolo che riuscirono a respingere le forze della repubblica olandese che volevano invadere Manila e le Filippine spagnole, nel corso della guerra degli ottant'anni. Le forze spagnole, che includevano diversi nativi Kapampangan come volontari, erano composte da tre galeoni provenienti da Manila, una galea e quattro brigantini. Questi neutralizzarono una flotta olandese di diciannove navi da guerra, dividendosi in tre squadroni separati. Pesanti danni vennero inflitti allo squadrone olandese dalle forze spagnole, costringendo i primi ad abbandonare la loro invasione delle Filippine.
Le vittorie contro gli invasori vennero attribuite dalle truppe spagnole all'intercessione della Vergine Maria sotto il titolo di Nostra Signora di La Naval de Manila. Il 9 aprile 1652, le vittorie nelle cinque battaglie di mare vennero riconosciute come miracolose dall'arcidiocesi di Manila dopo appropriata investigazione canonica, dando il via ad una serie di celebrazioni locali.

## Antefatto

### I primi conflitti tra spagnoli e olandesi nelle Filippine
Alla ricerca di una rotta alternativa verso l'Asia, gli olandesi raggiunsero le Filippine e cercarono di dominare il commercio marittimo del sudest asiatico. Essendo in guerra con la Spagna, iniziarono con delle azioni di pirateria a danno degli spagnoli. Questi iniziarono a razziare la baia di Manila e le aree circonvicine, servendosi di sampan e giunche provenienti dalla Cina e dal Giappone per tentare l'impresa.
Il primo squadrone olandese a raggiungere le Filippine venne guidato da Olivier van Noort. Il 14 dicembre 1600, lo squadrone di van Noort si scontrò con la flotta spagnola comandata da Antonio de Morga presso l'Fortune Island, dove l'ammiraglia di de Morga, la San Diego, affondò. Van Noort tornò quindi in Olanda.
Un'altra flotta olandese composta da quattro navi al comando di François de Wittert tentò di attaccare Manila nel 1609, ma venne respinta dalle forze del governatore generale Juan de Silva che lanciò un contrattacco sconfiggendo gli olandesi nella battaglia di Playa Honda, dove François Wittert rimase ucciso.
Nell'ottobre del 1616, un'altra flotta olandese di dieci galeoni al comando di Joris van Spilbergen (Georges Spillberg) bloccò l'entrata della baia di Manila. Un'armata spagnola di sette galeoni guidati da Juan Ronquillo battagliò contro la flotta di Spilbergen a Playa Honda nell'aprile del 1617 (episodio noto come "seconda battaglia di Playa Honda"). L'ammiraglia di Spilbergen, la "Sol de Holanda", affondò nell'operazione e gli olandesi dovettero ritirarsi nuovamente con pesanti danni.
Dal 1640 al 1641, la flotta olandese con tre navi si appostò presso l'Embocadero de San Bernardino tentando di catturare dei galeoni mercantili provenienti da Acapulco, in Messico. Questi galeoni, ad ogni modo, riuscirono a fuggire prendendo una rotta diversa dopo aver ricevuto la notizia della presenza degli olandesi da un sistema di segnalazioni con fuochi che era stato predisposto proprio all'Embocadero dal sacerdote gesuita Francisco Colin.

### La pianificazione dell'invasione delle Filippine

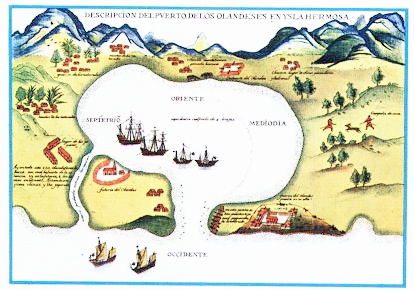
Una litografia del porto olandese di Taiwan (dopo il 1623).

Dopo i fallimenti precedenti nel bloccare il commercio spagnolo in Asia, gli olandesi decisero che era giunto il momento di attaccare direttamente le Filippine, certi che il nemico avrebbe reagito violentemente. Da quando avevano conquistato l'insediamento spagnolo a nord di Formosa nel 1642, gli olandesi erano divenuti sempre più desiderosi di attaccare Manila perché sapevano che la città mancava di appropriate difese e che essa non era in grado di ricevere sufficienti sostegni dalla Spagna, occupata com'era nelle guerre in Europa.
Padre Juan de los Angeles, un frate domenicano che era stato portato da Formosa a Makassar dagli olandesi come prigioniero di guerra, descriverà poi nel suo racconto che gli olandesi erano così desiderosi di attaccare le filippine che "tra loro non parlavano d'altro che di ottenere Manila" e che "avevano urgentemente richiesto altri uomini dall'olanda col proposito di attaccare Manila". ".
Nel suo racconto, il sacerdote descrisse anche le formidabili forze degli olandesi nei porti di Giacarta, in Indonesia, ed a Formosa:

### Le condizioni delle isole
Le Filippine erano in una situazione difficile all'arrivo degli olandesi.
- Una serie di eruzioni vulcaniche avevano avuto luogo tra il 1633 ed il 1640. La mancanza di cibo stringeva d'assedio l'intera città di Manila.[4]
- Le guerre contro i musulmani di Mindanao guidati dal sultano Muhammad Kudarat nel 1635 e la ribellione Sangley dal 1639 al 1640 avevano impegnato vite e risorse preziose.[5]
- Numerose navi erano andate perdute o affondate nella rotta dalla Nuova Spagna (1638–39), compromettendo non solo la rotta commerciale Manila-Acapulco, ma avevano anche ridotto la forza navale di Manila.
- Dopo che gli olandesi avevano conquistato Formosa nel 1642, iniziarono ad inviare degli squadroni presso l'Embocadero de San Bernandino e Capo Espiritu Santo per razziare le navi dirette alle Filippine, spostandosi poi a Ilocos e nella provincia di Pangasinan per razziare i vascelli commerciali provenienti dalla Cina.

Il nuovo governatore generale spagnolo, Diego Fajardo Chacón, raggiunse le Filippine alla fine di giugno del 1644, assieme al capitano andaluso Sebastian López. Fajardo trovò l'isola in uno stato pietoso e priva quasi di forze navali. Facendo la propria entrata ufficiale a Manila a metà agosto, Fajardo prese possesso del governo delle isole ed inviò due galeoni (la Nuestra Señora dela Encarnación e la Nuestra Señora del Rosario) ad acquisire nuove risorse sulle isole della Nuova Spagna.

### Gli eventi catastrofici del 1645

#### La morte dell'arcivescovo
Nel luglio del 1645, la Encarnación e la Rosario, al comando del capitano Lorenzo de Orella y Ugalde (detto anche Lorenzo Ugalde de Orellana) giunsero dal Messico al porto della baia di Lamon con beni destinati alle Filippine per riempire le risorse locali ormai dilapidate. A bordo di uno dei due galeoni vi era anche l'arcivescovo eletto di Manila, monsignor Fernando Montero Espinosa, il quale ad ogni modo prima di sbarcare venne colpito da una febbre emorragica e morì. I cittadini di Manila, che necessitavano di un capo religioso forte in quei tempi disperati, si trovarono profondamente abbattuti dal fatto.

#### Il terremoto di San Andres
Il 30 novembre 1645, durante la festa di Sant'Andrea apostolo, un devastante terremoto colpì Manila e le aree circostanti, distruggendo circa 150 costruzioni e uccidendo molti cittadini. Cinque giorni dopo, il 5 dicembre, un ulteriore terremoto colpì la città. Anche se non vennero registrati morti, le strutture che non erano state danneggiate dalla prima scossa vennero colpite dalla seconda.
La forza distruttiva del terremoto raggiunse altre province sulle isole. I villaggi dei nativi vennero squassati completamente dal momento che le loro case erano costruite in bambù e foglie di palma. I fiumi (inclusi quelli di Manila) erano straripati ed avevano inondato città e villaggi.

## L'attacco su vasta scala del 1646

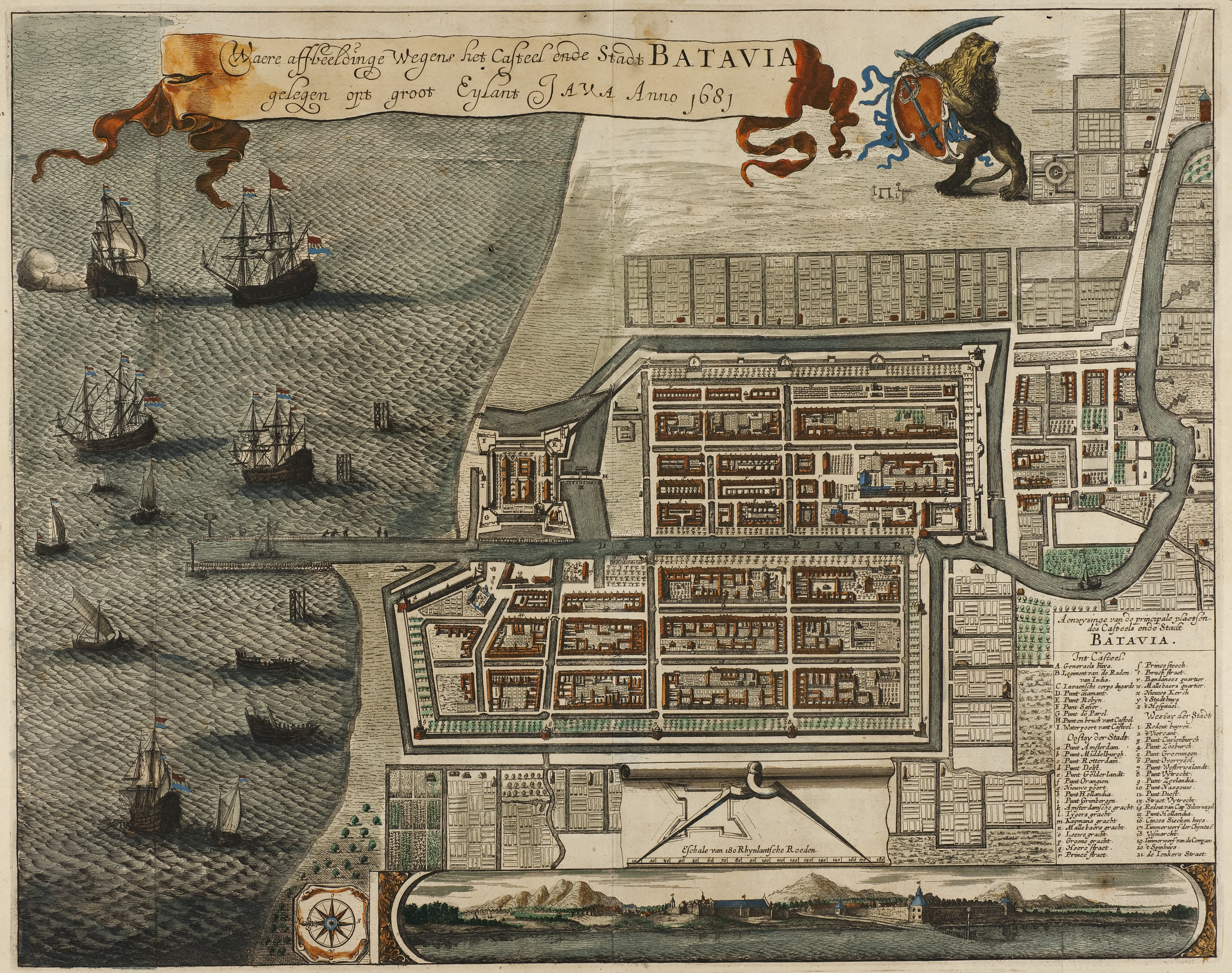
Disegno di Batavia (oggi Giacarta) nel XVII secolo.

Al consiglio generale di Batavia (Giacarta), gli olandesi decisero di lanciare un attacco decisivo alle Filippine. Equipaggiarono 18 vascelli al comando di Maarten Gerritsz Vries e si divisero in tre squadroni:

### Forze olandesi
Primo squadrone
- Forza: 5 vascelli (4 navi regolari e una barca chiamata chò)[2][7]
- Destinazione: Ilocos e Pangasinan[2]
- Scopo: Istigare i nativi contro gli spagnoli e assaltare le navi provenienti dalla Cina.[2]

Secondo squadrone
- Forza: 7 vascelli (5 navi regolari e 2 navi incendiarie), 16 lance, 800 soldati; Artiglieria: l'ammiraglia trasportava 46 eccellenti pezzi d'artiglieria; i vascelli più piccoli ne portavano 30 ciascuno.[8]
- Destinazione: Zamboanga[2] poi Embocadero de San Bernardino
- Scopo: Attaccare i vascelli provenienti dal Messico che annualmente portavano a Manila diversi beni e denaro per sostenere la guarnigione spagnola nell'arcipelago.[2]

Terzo squadrone
- Forza: 6 vascelli; Artiglieria: l'ammiraglia portava con sé 45 cannoni, mentre le altre navi più piccole ne portavano 20.[2]
- Destinazione: Manila (come rinforzi per i primi due squadroni)[4]
- Scopo: Tagliare ogni sorta di rifornimento da Manila a Ternate e a Makassar.[4]

Dopo i monsoni, questi tre squadroni avrebbero dovuto convergere in un'unica armata riunendosi appena fuori dalla baia di Manila per attaccare la città.

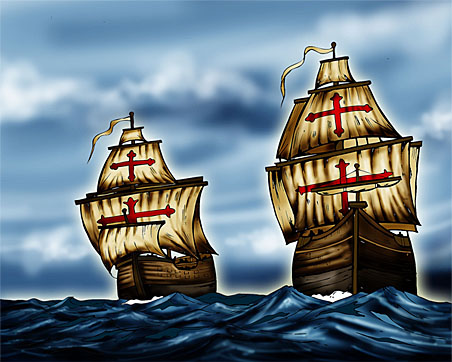
I due galeoni mercantili Encarnación e Rosario convertiti in navi da guerra di fronte all'armata olandese composta da 18 vascelli durante le battaglie de La Naval de Manila del 1646.

### Le forze spagnole
La notizia dell'arrivo del primo squadrone a Ilocos e nella regione Pangasina raggiunse Manila il 1º febbraio 1646. Gli olandesi tentarono di attirare dalla loro parte gli Ilocanos e i Pangasinensi promettendo loro completa indipendenza ed abolizione delle tasse. I nativi ad ogni modo opposero resistenza all'idea e pertanto i corsari olandesi saccheggiarono le loro case. L'arrivo di alcune compagnie di soldati spagnoli, ad ogni modo, li costrinse a re-imbarcarsi sulle loro navi.
Venuto a conoscenza della presenza del nemico, il governatore Fajardo convocò un consiglio di guerra. In quel tempo, Manila non aveva una forza navale tale da respingere adeguatamente il nemico e disponevano solo delle due vecchie navi che gestivano la rotta commerciale Manila-Acapulco, la Nuestra Señora de la Encarnación di 800 tonnellate e la Nuestra Señora del Rosario con 700 tonnellate, giunte a Cavite dal Messico l'anno precedente. Malgrado il nemico fosse in forza maggiore, il generale Fajardo decise che i due galeoni dovessero essere pronti per la battaglia. I due galeoni vennero in qualche modo equipaggiati ed armati come segue:
|              | Encarnación                                                                      | Rosario                                           |
| ------------ | -------------------------------------------------------------------------------- | ------------------------------------------------- |
| Designazione | Capitana (ammiraglia)                                                            | Almiranta (vice ammiraglia)                       |
| Artiglieria  | 34 cannoni di bronzo (calibro: 18, 25 e 30)                                      | 30 cannoni (calibro: il medesimo dell'ammiraglia) |
| Soldati      | 200 uomini (100 moschettieri; 40 marinai; 60 artiglieri, lavoratori e servitori) | (i medesimi dell'ammiraglia)                      |

Fajardo nominò il generale Lorenzo Ugalde de Orellana al ruolo di comandante in capo della flotta spagnola (e per questo lo nominò comandante dell'ammiraglia Encarnación), con Sebastián López come ammiraglio (e capitano della Rosario). Al grado di sergente maggiore venne nominato Agustín de Cepeda.
Le quattro compagnie di fanteria erano al comando dei capitani Juan Enríquez de Miranda e Gaspar Cardoso sull'ammiraglia, e dei capitani Juan Martínez Capel e Gabriel Niño de Guzmán sulla viceammiraglia.
I capi dei piloti furono il capitano Domingo Machado con associato Francisco Romero sull'ammiraglia, mentre sulla viceammiraglia vi erano il capitano Juan Martínez col suo associato Andrés Cordero.

## Le battaglie del 1646

### La prima battaglia
Giungendo all'entrata di Mariveles, lo squadrone olandese non venne notato (al contrario di quanto riportato dalle sentinelle di Mariveles dopo la battaglia).
La flotta spagnola procedeva verso Bolinao. Qui, il 15 marzo attorno alle 9:00 la flotta spagnola scoprì uno dei vascelli nemici, ma si diede alla fuga. Alle 13:00 circa, quattro navi olandesi vennero avvistate assieme a un vascello più piccolo già avvistato in precedenza. Le due flotte si scambiarono qualche colpo di cannone nel pomeriggio.
Il primo colpo lo sparò l'ammiraglia olandese ma mancò il colpo. La Encarnación rispose con due colpi che andarono a colpire l'ammiraglia olandese con palle di cannone del peso di 15 kg ciascuna, aprendo il lato della prua della nave.
Gli olandesi concentrarono quindi il loro fuoco sulla più piccola nave Rosario, ma questa riuscì a difendersi ed a fuggire. Sull'altro fronte, la Encarnación sparava libera ad ogni vascello nemico, infliggendo notevoli danni alle forze olandesi in battaglia.
Gli scontri durarono per cinque ore. Attorno alle 19:00, quattro navi si ritirarono nell'oscurità ed a lanterne spente. L'ammiraglia olandese fu quasi sul punto di affondare ma riuscì a fuggire col favore delle tenebre. La flotta spagnola si misero a cercare le navi senza riuscire a trovarle. Le navi spagnole subirono solo danni lievi. Nessuno rimase ucciso e solo pochi furono i feriti.
Le due navi spagnole rimasero nel porto di Bolinao per alcune riparazioni. Da qui, il generale Orellana, dopo aver mandato notizia della vittoria al governatore Fajardo, ricevette ordini dal governatore di scortare al sicuro il galeone mercantile San Luis proveniente dal Messico che doveva raggiungere le Filippine attraverso l'Embocadero de San Bernardino il 21 luglio. Il galeone mercantile, con beni dal Messico, poteva facilmente essere un bersaglio dei corsari olandesi.

#### L'assedio navale dell'isola di Ticao
A metà aprile il secondo squadrone olandese entrò nelle acque delle Filippine. Gli olandesi si diressero dapprima a Jolo, con l'intento di attaccare la guarnigione spagnola in loco, ma vedendo che il sito era già stato abbandonato (come ordinato dal governatore Fajardo per consolidare le forze spagnole contro gli olandesi), gli olandesi procedettero verso l'altra fortezza spagnola di Zamboanga, attaccando due di cinque navi di un convoglio che viaggiavano da Ternate alle Molucche. Le altre riuscirono a fuggire.
Gli olandesi attaccarono quindi la fortezza di Zamboanga, ma questa si oppose fieramente ed i corsari sbarcarono le loro truppe a Caldera per meglio dirigere l'assalto al forte; da qui ad ogni modo vennero respinti nelle loro navi dagli uomini del capitano Pedro Duran de Monforte con soli 30 soldati spagnoli e due compagnie di indigeni, causando più di cento morti tra gli olandesi.
La notizia della presenza degli olandesi a Zamboanga raggiunse la flotta spagnola che era già ancorata al porto di San Jacinto sull'Isola di Ticao (una lunga striscia di terra tra lo stretto di San Bernardino e il passaggio di Ticao) il 1º giugno. Il porto dove i galeoni si trovavano era in mare aperto e aveva la forma di un semicerchio, stretto al punto che le navi vi potevano entrare solo una in fila all'altra.
Lo squadrone olandese, ancora di stanza a Zamboanga in attesa del ritorno delle altre tre navi che erano riuscite a fuggire, procedette verso San Bernardino, ricevendo ordine da Batavia di assaltare altre navi provenienti dal Messico e dirette nelle Filippine. Il 22 giugno, sette navi da guerra olandesi e 16 lance vennero avvistate dalle sentinelle dell'isola di Ticao. Il giorno successivo, il 23 giugno, gli olandesi scoprirono che la Encarnación e la Rosario erano poste proprio all'entrata del porto di San Jacinto. Gli olandesi decisero di mettersi in formazione per un assedio navale, bloccando l'entrata al porto con le loro navi per impedire ai due galeoni spagnoli di uscire.
Dopo un consiglio di guerra, gli spagnoli decisero che le due navi non sarebbero entrate in conflitto sino all'arrivo della San Luis da proteggere ad ogni costo. Il generale Orellana ordinò quindi al sergente maggiore Agustín de Cepeda con il capitano Gaspar Cardoso al suo fianco, assieme a 150 fanti, di assicurarsi il controllo del terreno nei pressi dell'entrata del porto che rischiava di essere utilizzato dagli olandesi come punto strategico per assaltare in imboscata i due galeoni. Alle 10:00 del 23 giugno, quattro navi pesanti degli olandesi si avvicinarono al punto convenuto, ma vennero respinte dalle truppe spagnole in un attacco a sorpresa.
Non essendo riusciti ad ottenere il controllo della collina, gli olandesi inviarono 10 lance ad infliggere dei danni ai due galeoni, nella speranza di ridurre il numero delle munizioni della flotta spagnola prima dell'arrivo della San Luis. Questa strategia ad ogni modo non ebbe il successo sperato.
Le navi spagnole e olandesi continuarono a resistere per 31 giorni in attesa dell'arrivo della San Luís. Al 24 luglio, ad ogni modo, ancora non vi erano tracce della presenza del galeone. Antonio Camb, comandante del secondo squadrone olandese, giunse a presumere che la nave avesse attraccato altrove nell'arcipelago. Gli olandesi decisero di togliere l'assedio e presero infine la rotta per Manila.

### La seconda battaglia
All'alba del 25 luglio (festa di San Giacomo, patrono della Spagna) le due navi della flotta spagnola lasciarono il porto di Ticao. Quando il sole infine sorse del tutto videro uno squadrone olandese che si dirigeva verso Manila. La Encarnación e la Rosario non persero tempo e si misero ad inseguire il nemico, sapendo che Manila si trovava senza difese, senza navi a proteggerla e con l'artiglieria completamente impiegata a bordo dei due galeoni.
In quell'occasione, come riportato poi da uno dei soldati a bordo della Encarnación, padre Juan de Cuenca sembrava quasi essere in trance mentre teneva un sermone agli uomini a bordo, assicurando che "Dio e la Sua Santa Madre avrebbero non solo dato la vittoria agli spagnoli, ma si sarebbero anche assicurati che nessuno sarebbe stato ucciso in battaglia."
I due galeoni spagnoli si scontrarono con sette navi da guerra olandesi tra le isole di Banton e Marinduque il 28 luglio 1646, sebbene le ostilità non iniziarono dal primo momento. Prima dell'inizio dello scontro, sia il generale Orellana che l'ammiraglio López (ciascuno senza che l'altro sapesse), fecero pubblicamente voto alla Madonna del Rosario, in caso di vittoria, di tenere in suo onore una festa solenne nella cappella della Madonna della chiesa di Santo Domingo, come segno di ringraziamento.
La seconda battaglia (che secondo le cronache fu la più sanguinosa) ebbe luogo il 29 luglio alle 19:00. Le sette navi olandesi circondarono la Encarnación la quale, rimasta sola, non ebbe altra scelta che sparare il più violentemente possibile contro gli olandesi, infliggendo danni notevoli al nemico. La Rosario si trovava al di fuori dell'accerchiamento e anch'essa sparava al nemico.
Ad un certo punto la Encarnación si trovò davanti l'ammiraglia olandese, col pericolo che gli olandesi potessero abbordare la nave spagnola e sopraffarla nel combattimento corpo a corpo. I marinai della nave spagnola immediatamente tagliarono i cavi di abbordaggio già lanciati dalla nave olandese, liberando così le due imbarcazioni e acquisendo libertà di movimento.
Gli olandesi tentarono di affondare la Encarnación inviando una delle loro navi incendiarie contro di essa, ma questa venne respinta da continue cariche di artiglieria. Fu quindi il turno della Rosario, ma questa colpì direttamente la nave incendiaria che scoppiò in fiamme e colò a picco, uccidendo tutti gli uomini a bordo.
La battaglia perdurò sino a sera e alla fine gli olandesi dovettero abbandonare l'impresa. Un solo uomo sopravvisse all'affondamento della nave incendiaria olandese e venne tratto prigioniero dagli spagnoli. Come predetto da padre de Cuenca, nessuno venne ucciso a bordo della Encarnación. La Rosario perse invece cinque uomini dell'equipaggio.

### La terza battaglia
Il giorno successivo, la flotta spagnola riprese l'inseguimento delle navi nemiche, che ora erano in numero di sei inclusa la rimanente nave incendiaria. Gli olandesi vennero posti all'angolo da due navi il 31 luglio 1646 alle 14:00, tra le isole di Mindoro e Maestre de Campo (a 20 km a sudest di Mindoro), dove ebbe luogo una terza battaglia.
La flotta spagnola prese l'iniziativa dell'offensiva e gli olandesi apparivano sempre più disperati nella difesa delle loro posizioni. Il bombardamento tra le due flotte, come lo descrisse un contemporaneo, "divenne furioso come l'esplosione di molti vulcani". Gli olandesi quindi tentarono di bloccare la Rosario, ma non vi riuscirono.
Disperati, gli olandesi infine decisero di far entrare in azione l'ultima delle navi incendiarie loro rimaste. Armata con 30 cannoni, ma senza equipaggiamento, era scortata da due altri vascelli e da diverse lance olandesi.
Il generale Orellana ordinò ai moschettieri di sparare agli uomini che dirigevano le lance olandesi e nel contempo questi ordinarono all'artiglieria di tribordo di continuare il fuoco contro le navi del nemico che si avvicinavano. La nave incendiaria affondò, portando con sé tutto ciò che aveva a bordo.
Quando la nave colò a picco, gli uomini dell'ammiraglia spagnola gridarono in coro "Ave María!" e "Viva la fe, Cristo y la Virgen Santísima del Rosario!" (Viva la Fede, Cristo e la Santissima Vergine del Rosario!) e continuarono a ripetere queste parole sino a quando la nave non scomparve completamente tra i flutti del mare.
La battaglia continuò sino all'ora dell'Angelus alle 18:00. Gli olandesi ancora una volta fuggirono col favore della notte, con l'ammiraglia pesantemente danneggiata dallo scontro.
Informato della terza vittoria, il governatore Fajardo ordinò alla flotta spagnola di fare ritorno al porto di Cavite per le necessarie riparazioni e per il riposo dell'equipaggio. Dopo un viaggio di sei mesi in tutto, la flotta tornò vittoriosa a Cavite alla fine di agosto. Non appena sbarcate, le truppe spagnole guidate dal generale Orellana marciarono a piedi scalzi sino alla chiesa di Santo Domingo di Manila per dar compimento al voto fatto alla Madonna, tra l'acclamazione generale della popolazione locale.
Il generale Orellana decise di ritirarsi in pensione e venne ricompensato dal governatore generale con un'encomienda, la migliore delle Filippine, mentre altri ufficiali vennero promossi di rango.

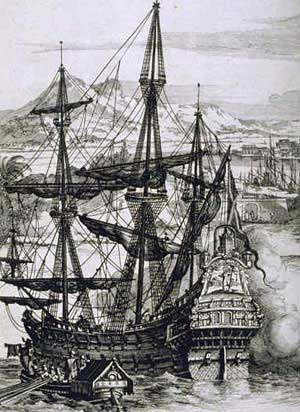
Un esempio di galeone spagnolo dell'epoca

### La quarta battaglia
Con le loro vittorie in successione sui corsari olandesi, le autorità spagnole di Manila presumevano ormai che il nemico avesse abbandonato l'idea di invadere l'area al punto che permisero al San Diego, un galeone mercantile appena costruito per la rotta del Messico, di salpare dallo stretto di San Bernardino senza alcuna nave di scorta.
Ad ogni modo gli spagnoli non sapevano che tre navi da guerra olandesi erano già entrate nelle acque delle Filippine nel mese di settembre di quello stesso anno, riunendosi al resto dei due squadroni olandesi presenti nell'area che erano stati sconfitti dagli spagnoli in precedenza.
Il generale Cristóval Márquez de Valenzuela, comandante della San Diego, rimase stupito di scoprire che le navi olandesi si trovavano presso la Fortune Island. Vedendo che la San Diego non era una nave da guerra, i corsari olandesi la attaccarono furiosamente. La San Diego riuscirono appena a fuggire e a ritirarsi presso Mariveles. Entrati nella baia di Manila, i galeoni procedettero verso il porto di Cavite per informare il governatore generale della presenza degli olandesi nelle acque filippine.
Il governatore Fajardo immediatamente ordinò al suo sergente maggiore e comandante della fanteria Manuel Estacio de Venegas di formare una nuova flotta spagnola, composta ora da tre galeoni (la Encarnación, la Rosario e la San Diego, convertita per l'occasione in nave da battaglia), da una galea e da quattro brigantini. La ''Encarnación e la Rosario mantennero la designazione come ammiraglia e vice ammiraglia rispettivamente.

#### La riorganizzazione militare
Col ritiro del generale Orellana, Sebastian Lopez (già ammiraglio e capitano della Rosario) venne promosso al rango di comandante in capo dell'intera flotta (divenendo quindi il nuovo comandante della Encarnación). L'ex sergente maggiore Agustín de Cepeda venne elevato al rango di ammiraglio e divenne quindi il successore di Sebastián López come capitano della Rosario.
- Il capitano Francisco Rojo divenne sergente maggiore.
- I capitani Salvador Pérez e Felipe Camino ottennero il comando della fanteria a bordo della Encarnación, mentre Juan de Mora e Francisco López Inoso ottennero tale posizione sulla Rosario.
- L'ammiraglio Francisco de Esteyvar ottenne il comando della galea, che portava 1000 fanti equipaggiati, oltre a cannoni e una piccola colubrina. I quattro brigantini, che servirono da convoglio della galea, vennero posti sotto il comando dei capitani Juan de Valderrama, Juan Martínez Capel, Gabriel Niño de Guzmán e Francisco de Vargas Machuca. Ciascun brigantino portava con sé diversi moschettieri e un cannone sulla prua.

La cappellania della Encarnación rimase ai domenicani; i francescani ottennero la cappellania della Rosario, mentre un frate agostiniano venne assegnato alla galea.
Il governatore Fajardo ordinò che il voto fatto durante le tre precedenti battaglie fosse rinnovato, come pure la pratica della recita del Santo Rosario in due cori davanti all'immagine della Madonna a bordo.
Il 16 settembre 1646, l'armata spagnola salpò verso Fortune Island dove la presenza degli olandesi era stata segnalata in precedenza, ma il nemico non si trovava più in loco. Navigando un poco oltre verso Mindoro, gli spagnoli avvistarono delle navi corsare olandesi tra Ambil e l'Isola di Lubang.
La quarta battaglia ebbe inizio attorno alle 16:00. I venti furono contrari agli spagnoli il che rese complesso per queste navi avvicinarsi a quelle del nemico. Le due flotte si bombardarono a vicenda a lungo raggio per cinque ore.
Alle 21:00, la Rosario si trovò circondata da tre navi olandesi. La Encarnación, pur con qualche difficoltà, riuscì ad avvicinarsi alla Rosario per prestarle soccorso, e per quattro ore, la sola nave ammiraglia combatté furiosamente contro le tre navi olandesi, costringendole infine alla fuga.

### La quinta battaglia
L'ultima battaglia ebbe luogo il 4 ottobre 1646, la festa di San Francesco d'Assisi. Avendo saputo che il nuovo galeone San Diego aveva alcuni difetti che lo rendevano incapace di continuare il suo viaggio verso il Messico, il generale Sebastián López decise di riportarlo a Mariveles e di attendere la decisione del governatore Fajardo riguardo al da farsi.
Il San Diego venne posto all'ancora a Mariveles (assieme a una galea ed a quattro brigantini), con la Encarnación a guardia del convoglio a distanza. La Rosario venne invece portata alla deriva dai venti ed ebbe delle difficoltà ad avvicinarsi all'ammiraglia.
Vedendo che i tre galeoni erano distanti tra loro, tre navi olandesi si avventurarono all'attacco ancora una volta. Le navi olandesi, secondo le cronache dell'epoca, erano grandi e bene armate. L'ammiraglia olandese aveva 40 cannoni per ciascun lato, senza includere quelli sul retro e sul cassero. La nave dell'ammiraglio ne aveva in numero inferiore. Il terzo vascello sembrava essere una nave incendiaria.
Il generale López decise di non muoversi dalla sua posizione, dal momento che la Encarnación rischiava anch'essa di essere trasportata dalle correnti come accaduto per la Rosario, col rischio di lasciare la San Diego senza scorta ed in balia dei corsari olandesi.
Gli olandesi si avvicinarono molto alla Encarnación col pericolo di una bordata. Lopez ordinò quindi di sollevare l'ancora e la nave si mosse, sparando violentemente contro le tre navi olandesi per tenerle lontane dalla San Diego.
Il furioso bombardamento perdurò per quattro ore. La Encarnación inflisse gravi danni al nemico, costringendo gli olandesi ancora una volta a intraprendere la via della fuga. Una volta partiti gli olandesi, il vento si fermò improvvisamente, dando così la possibilità alla galea al comando dell'ammiraglio de Esteyvar di attaccare la nave ammiraglia olandese (che era stata temporaneamente immobilizzata per l'assenza di venti) i cui uomini tentarono di gettarsi a mare anziché rimanere sulla nave ormai danneggiata ed in pericolo di affondare. Improvvisamente il vento riprese e questo aiutò gli olandesi nella loro ultima, disperata fuga. La Encarnación e la galea si diedero all'inseguimento, ma gli olandesi riuscirono ancora una volta a servirsi dell'oscurità a loro favore. Non vi furono perdite a bordo della galea spagnola, ma nella ciurma della Encarnación quattro uomini persero la vita.

## Conseguenze
L'armata spagnola vittoriosa fece ritorno a Manila per compiere ancora una volta il voto come promesso e camminò a piedi nudi come già fatto verso la chiesa di Santo Domingo Intramuros a Manila.
Il 20 gennaio 1647, la vittoria venne celebrata con una festa solenne e una processione dedicata alla Beata Vergine del Rosario. Dopo il compimento del voto, la città di Manila fece voto di celebrare tale festa ogni anno per ricordare la protezione avuta nelle battaglie navali vinte.
Col fallimento della conquista olandese, le Filippine rimasero sotto il governo spagnolo sino alla fine del XIX secolo. Gli olandesi riuscirono invece a stabilirsi poco più a sud col loro impero coloniale, andando a costituire i territori delle Indie orientali olandesi che resteranno colonie della madrepatria sino alla metà del XX secolo.

## La dichiarazione del miracolo
Il 6 aprile 1647, padre Diego Rodríguez, procuratore generale dei domenicani, per conto del suo ordine religioso, richiese al vicario della diocesi di Manila di dichiarare che le vittorie ottenute nel 1646 fossero state possibili grazie all'intervento miracoloso della Vergine del Santo Rosario.
Il consiglio cittadino si associò nel proclamare le vittorie come miracolose tenendo presenti le seguenti circostanze particolari:
- Solo quindici soldati erano morti tra gli spagnoli;
- Le due navi menzionate erano già molto vecchie in fabbricazione e non adeguate allo scontro;
- I soldati, che avevano cercato la divina assistenza con devote preghiere alla Madonna del Rosario, avevano attribuito tale vittoria a Dio per intercessione della Madonna sua madre;

Il 9 aprile 1652, le battaglie del 1646 vennero ufficialmente dichiarate come miracolose dal decano e dal capitolo della sede vacante dell'arcidiocesi di Manila.